# Dover (New Hampshire)
Dover is een city in de Amerikaanse staat New Hampshire. Het is de hoofdplaats van Strafford County. Dover telt 26.884 inwoners (2000) en heeft een oppervlakte van 75,2 km².
Dover is voor Amerikaanse begrippen een oude plaats. Het werd reeds in 1623 gesticht. Het is daarmee de oudste vestiging in New Hampshire.

## Geboren
- Jenny Thompson (1973), zwemster

## Plaatsen in de nabije omgeving
De onderstaande figuur toont nabijgelegen plaatsen in een straal van 16 km rond Dover.